# Geschützter Landschaftsbestandteil Niederwaldrelikt westlich Kirchveischede
Der Geschützte Landschaftsbestandteil Niederwaldrelikt westlich Kirchveischede mit einer Flächengröße von 8,75 ha liegt westlich von Kirchveischede im Stadtgebiet von  Lennestadt (im Kreis Olpe). Es wurde 2020 durch den Kreistag des Kreises Olpe als Geschützter Landschaftsbestandteil (LB) mit dem Landschaftsplan  Nr. 5 Rothaarvorhöhen zwischen Olpe und Altenhundem ausgewiesen. Der LB geht bis zum Siedlungsrand und ist sonst Landschaftsschutzgebiet Rothaarvorhöhen, Typ B umgeben. Von 1984 bis 2020 gehörten die Flächen zum Landschaftsschutzgebiet Kreis Olpe. Von 1984 bis 2020 gehörten die Flächen zum Landschaftsschutzgebiet Kreis Olpe.

## Gebietsbeschreibung
Im LB liegt ein Eichenwald mit teils mehrtriebigen Stockausschlägen die auf seine ehemalige Nutzung als Niederwald hinweisen. Im Eichenwald gibt es ein großflächiges Maiglöckchen-Vorkommen. Im Schutzgebiet liegen Hohlwege, Pingen, Halden und Mauern als Relikte des historischen Bergbaus auf der Fläche.
Der Landschaftsplan führt zum LB aus: „Der ehemalige Eichenniederwald hebt sich optisch vom östlich angrenzenden Fichtenwald ab und stellt eine Bereicherung des Landschaftsbildes dar.“

## Schutzzweck
Die Ausweisung erfolgt:
- „zur Sicherung des Niederwaldreliktes,“
- „als wichtige Komponente der Leistungs- und Funktionsfähigkeit des Naturhaushaltes durch Erhaltung und Entwicklung seltener Biotopstrukturen sowie als Lebensstätte wild lebender Tier- und Pflanzenarten,“
- „als Verbindungselement im Sinne des Biotopverbundsystems,“
- „zur Sicherung der Niederwaldrelikte, Hohlwege und bergbaulichen Relikte als kulturhistorisches Zeugnis und als belebendes Landschaftselement,“
- „zur Abwehr schädlicher Einwirkungen.“[1]

## Verbote
Es wurde ein spezielles Verbot für den LB erlassen:
- „im Falle der Endnutzung eine aktive Wiederaufforstung mit anderen, als den derzeit auf der Fläche befindlichen standortheimischen Laubholzarten (vor allem Birke, Eiche, Eberesche, Roterle), vorzunehmen.“[1]

## Gebote
Für den LB wurden vier spezielle Gebote erlassen:
- „die Niederwaldwirtschaft fortzuführen, um die kulturhistorische Waldnutzungsform zu erhalten und die Vielfalt von Tier- und Pflanzenarten zu stärken,“
- „die bergbaulichen Relikte und die Hohlwege zu erhalten,“
- „zum Schutz der historischen anthropogenen Geländeformen forstliche Erschließungsmaßnahmen mit der LWL-Archäologie für Westfalen, Außenstelle Olpe, abzustimmen.“[1]